# NGC 3653
NGC 3653 is een elliptisch sterrenstelsel in het sterrenbeeld Leeuw. Het hemelobject werd op 10 april 1785 ontdekt door de Duits-Britse astronoom William Herschel.

## Synoniemen
- MCG 4-27-29
- ZWG 126.44
- HCG 51C
- NPM1G +24.0240
- PGC 34905